# عيد هذال الرشيدي
عيد هذال سعود مرحب الرشيدي من مواليد دولة الكويت في عام 1955 ، وزير كويتي سابق ونائب سابق، شارك في انتخابات مجلس الأمة الكويتي عام 1999 وفاز بالعضوية عن الدائرة الخامسة عشر - الفروانية - وحصل علي (1752) صوت، وجاء بالمركز الثاني، حاصل علي بكالوريوس في العلوم السياسية والاقتصاد، وعمل في وزارة الداخلية الكويتية، وعين وزيرا للاشغال العامة في 13 يوليو عام 1999.

## مواقفه في مجلس الأمة
| الكتل                                  | لكتلة الإسلامية – الإسلاميون المستقلون |
| اللجان                                 | لكتلة الإسلامية – الإسلاميون المستقلون |
| طرح الثقة بالوزير ضيف الله شرار (2003) | معارض طرح الثقة                        |
| طرح الثقة بالوزير الإبراهيم (2002)     | مؤيد طرح الثقة                         |
| تجنيس البدون (2000)                    | موافق                                  |
| طرح الثقة بالصبيح (2000)               | لم يصوت بسبب تنصيبه وزير               |
| حقوق المرأة السياسة (1999)             | لم يصوت                                |